# Berekum
Koordinaten: 7° 27′ N, 2° 35′ W
Berekum ist eine Stadt im gleichnamigen Distrikt der Bono Region in Ghana mit ca. 56.414 Einwohnern (2010). Berekum ist ca. 40 km bzw. 25 Fahrminuten von Sunyani, der Hauptstadt der Region, entfernt. Die Stadt ist die Hauptstadt des Berekum Distrikts. Der größte Arbeitgeber der Stadt ist ABTS Ltd.

## Einwohnerentwicklung
Die folgende Übersicht zeigt die Einwohnerzahlen nach dem jeweiligen Gebietsstand seit der Volkszählung 1970.
| Jahr | Einwohner |
| ---- | --------- |
| 1970 | 14.296    |
| 1984 | 22.264    |
| 2000 | 39.649    |
| 2010 | 56.414    |

## Persönlichkeiten
- Nana Darteh Bediako (* 1977), Fußballspieler
- Derek Tieku (* 1995), ghanaisch-englischer Fußballspieler